# Blå dvärgciklid
Blå dvärgciklid (Apistogramma pertensis) är en art av cirka 5 centimeter långa fiskar bland dvärgcikliderna. Den förekommer endemiskt i Brasilien. Den beskrevs ursprungligen som underart till Apistogramma taeniata men anses numera vara en egen suverän art, utan kända underarter.